# Annie Laurie
Pour les articles homonymes, voir Laurie et Page.
 (mars 2024).
La mise en forme du texte ne suit pas les recommandations de Wikipédia : il faut le « wikifier ».
Les points d'amélioration suivants sont les cas les plus fréquents. Le détail des points à revoir est peut-être précisé sur la page de discussion.
- Les titres sont pré-formatés par le logiciel. Ils ne sont ni en capitales, ni en gras.
- Le texte ne doit pas être écrit en capitales (les noms de famille non plus), ni en gras, ni en italique, ni en « petit »…
- Le gras n'est utilisé que pour surligner le titre de l'article dans l'introduction, une seule fois.
- L'italique est rarement utilisé : mots en langue étrangère, titres d'œuvres, noms de bateaux, etc.
- Les citations ne sont pas en italique mais en corps de texte normal. Elles sont entourées par des guillemets français : « et ».
- Les listes à puces sont à éviter, des paragraphes rédigés étant largement préférés. Les tableaux sont à réserver à la présentation de données structurées (résultats, etc.).
- Les appels de note de bas de page (petits chiffres en exposant, introduits par l'outil «  Source ») sont à placer entre la fin de phrase et le point final[comme ça].
- Les liens internes (vers d'autres articles de Wikipédia) sont à choisir avec parcimonie. Créez des liens vers des articles approfondissant le sujet. Les termes génériques sans rapport avec le sujet sont à éviter, ainsi que les répétitions de liens vers un même terme.
- Les liens externes sont à placer uniquement dans une section « Liens externes », à la fin de l'article. Ces liens sont à choisir avec parcimonie suivant les règles définies. Si un lien sert de source à l'article, son insertion dans le texte est à faire par les notes de bas de page.
- La présentation des références doit suivre les conventions bibliographiques. Il est recommandé d'utiliser les modèles {{Ouvrage}}, {{Chapitre}}, {{Article}}, {{Lien web}} et/ou {{Bibliographie}}. Le mode d'édition visuel peut mettre en forme automatiquement les références.
- Insérer une infobox (cadre d'informations à droite) n'est pas obligatoire pour parachever la mise en page.

Pour une aide détaillée, merci de consulter Aide:Wikification.
Si vous pensez que ces points ont été résolus, vous pouvez retirer ce bandeau et améliorer la mise en forme d'un autre article.
Annie Laurie (ou Annie L. Page, 11 août 1924 – 13 novembre 2006) était une chanteuse américaine de jump blues de rythme et de blues. Elle est très souvent associée au chef d'orchestre et auteur-compositeur Paul Gayten, bien qu'elle ait également enregistré des singles à succès sous son propre nom. Annie Laurie a enregistré pour la première fois un tube de musique au milieu des années 1940 et sa carrière professionnelle a duré jusqu'au début des années 1960. Elle a eu une grande empreinte musicale dans le monde de la musique. Cependant cette idée semble varier suivant les artistes. Ainsi, Dinah Washington déclare que Laurie était sa chanteuse préférée, tandis que Irma Thomas n'est pas du même avis : « Annie Laurie ? Ça allait. » 
Elle est mondialement connue pour sa reprise de Since I Fell for You et un autre hit R&B du Top Ten américain, It Hurts to Be in Love. Ces deux titres sont ceux qu'on retient pour cette artiste américaine.

## Vie et carrière musicale
Annie Laurie est née à Atlanta, en Géorgie, aux États-Unis.
Son passé est assez obscur et confus, mais elle a été identifiée par les chercheurs en blues Bob Eagle et Eric LeBlanc comme étant Annie L. Page, née à Atlanta en 1924.
Sa carrière a commencé comme chanteuse pour deux groupes musicaux dirigés par Dallas Bartley et Snookum Russell, sur le Chitlin' Circuit. En 1945, elle enregistre une autre version de Saint Louis Blues avec le groupe dirigé par Bartley pour Cosmo Records,. Elle déménage plus tard à la Nouvelle-Orléans, en Louisiane, et est recrutée par Paul Gayten, chef d'orchestre et jazziste. En 1947, elle se produit de nombreuses fois en concert à la Nouvelle-Orléans avec Gayten. Ce dernier demande au même concert au jeune Fats Domino de venir jouer sur scène Swanee River Boogie.
Elle enregistre pour plusieurs labels Regal et De Luxe entre autres pendant les années 1947 -1950, Laurie chante également plusieurs chansons avec l'orchestre de Gayten. Son premier vrai succès fut avec sa version de Since I Fell for You (1947), à propos duquel le propriétaire du studio d'enregistrement Cosimo Matassa a déclaré : « Annie Laurie a fait un premier très bon disque que j'ai aimé... [Elle] était tout simplement fantastique, Je veux dire que personne ne fera jamais une autre version comme celle-là. »
Elle poursuit son succès international avec Cuttin' Out (1949), You Should To Know (1950), I Need Your Love (1950), Now That You're Gone (1950) et I'll Never be Free (1950). Tout ces titres ont propulsé cette artiste sur la scène nationale mais également internationale, faisant d'Annie Laurie une vraie popstar américaine.
Laurie fait également beaucoup de tournées avec l'orchestre de Gayten en 1951, qui couronnent son succès national et international,.
Le contrat musical entre Laurie et Regal Records prend fin en 1951 : elle commence à enregistrer à cette date pour le nouveau label Okeh. En 1956, ses disques sont publiés sur Savoy Records, pour qui elle enregistre à New York avec l'orchestre de Hal Singer, célèbre musicien américain, et avec le guitariste Mickey Baker,. Son plus grand succès se produit en 1957 avec la sortie de son morceau It Hurt to be in Love, chez De Luxe Records, co-écrit par Julius Dixson et Rudy Toombs.
En juillet 1960, Laurie apparaît en concert, partageant l'affiche avec Screamin' Jay Hawkins, les Five Satins, Joe Turner, Faye Adams, Ben E. King et Nappy Brown, au Regal Theater, Chicago. Le même mois, elle obtient son ultime hit avec If You're Lonely. Ces concerts ont été les derniers d'Annie Laurie.
En 1962, elle passe un contrat avec Ritz Records, pour qui elle enregistra plusieurs morceaux. Cependant, étant fervente croyante, elle quitte l'industrie musicale à cette époque pour se consacrer aux Témoins de Jéhovah.
Elle est décédée à Titusville, en Floride, en 2006, à l'âge de 82 ans

## Discographie

### Morceaux dans les "Charts"
| 1947 | " Depuis que je suis tombé amoureux de toi " | 20 | 3  |
| 1949 | "Découper"                                   | —  | 6  |
| 1950 | " Je ne serai jamais libre "                 | —  | 4  |
| 1957 | "Ça fait mal d'être amoureux"                | 61 | 3  |
| 1960 | "Si tu es seul"                              | —  | 17 |

### Albums
| Année | Titre                                                                 | Maison de disque               |
| ----- | --------------------------------------------------------------------- | ------------------------------ |
| 1959  | Ça fait mal d'être amoureux                                           | Laboratoire audio/King Records |
| 1979  | Fille créole avec Paul Gayten                                         | Enregistrements de la Route 66 |
| 1991  | Regal Records à la Nouvelle-Orléans avec Paul Gayten                  | Dossiers spécialisés           |
| 2012  | Grands du rythme et du blues 1951-1959                                | Maîtres classiques             |
| 2020  | Depuis que je suis tombée amoureuse de toi : l'essentiel Annie Laurie | Disques de jasmin              |
| 2022  | La collection Annie Laurie 1945-1962                                  | Enregistrements Acrobat        |

## Voir également
- Liste des musiciens de jump blues